# Dariusz Drągowski
Dariusz Drągowski (ur. 3 października 1970 w Białymstoku) – polski piłkarz, występujący na pozycji pomocnika w Jagiellonii Białystok, Siarce Tarnobrzeg, Hetmanie Białystok i Wigrach Suwałki.

## Kariera klubowa
Jest wychowankiem Jagiellonii Białystok. W 1988 roku pod wodzą Stefana Brewczyka zdobył z nią mistrzostwo Polski juniorów. W seniorskim zespole zadebiutował w 1988 roku. Barw Jagiellonii bronił do 1995 roku, rozgrywając w tym czasie 88 ligowych spotkań, z czego 12 w I lidze. Następnie został zawodnikiem Siarki Tarnobrzeg, dla której w sezonie 1995/1996 rozegrał 21 spotkań w I lidze, a po spadku klubu reprezentował go kolejny rok. W 1997 roku został zawodnikiem Hetmana Białystok. W 2000 roku został na krótko wypożyczony do Wigier Suwałki, po czym wrócił do Hetmana. W 2002 roku zakończył karierę.

## Życie prywatne
Ukończył Zespół Szkół Mechanicznych w Białymstoku. Po zakończeniu kariery pracował jako celnik. Jest ojcem Bartłomieja Drągowskiego, również piłkarza.

## Statystyki ligowe
| Sezon         | Klub                  | Liga     | Mecze | Gole |
| ------------- | --------------------- | -------- | ----- | ---- |
| 1988/1989     | Jagiellonia Białystok | I liga   | 4     | 0    |
| 1989/1990     | Jagiellonia Białystok | I liga   | 1     | 0    |
| 1990/1991     | Jagiellonia Białystok | II liga  | 9     | 0    |
| 1991/1992     | Jagiellonia Białystok | II liga  | 12    | 1    |
| 1992/1993     | Jagiellonia Białystok | I liga   | 7     | 0    |
| 1993/1994     | Jagiellonia Białystok | II liga  | 30    | 0    |
| 1994/1995     | Jagiellonia Białystok | II liga  | 25    | 0    |
| 1995/1996     | Siarka Tarnobrzeg     | I liga   | 21    | 0    |
| 1996/1997     | Siarka Tarnobrzeg     | II liga  | 33    | 2    |
| 1997/1998     | Hetman Białystok      | III liga | 34    | 1    |
| 1998/1999     | Hetman Białystok      | IV liga  | 34    | 2    |
| 1999/2000     | Hetman Białystok      | IV liga  | 28    | 2    |
| 2000/2001 (j) | Wigry Suwałki         | III liga | 8     | 1    |
| 2000/2001     | Hetman Białystok      | IV liga  | 21    | 5    |
| 2001/2002     | Hetman Białystok      | III liga | 18    | 1    |